# Jacques Cubizol
Jacques Cubizol (1639-1711), ou Cubissol, est un architecte nîmois du XVIIe siècle. Il est consul de la ville de Nîmes en 1682.

## Biographie
Jacques Cubizol est le fils d'un pauvre maçon qui lui a laissé ses instruments de travail pour tout héritage. Il doit sa réussite à sa seule compétence et à l'étendue de ses connaissances techniques.
Il prend part à tous les grands travaux menés à Nîmes et dans les environs : réfection des routes, curage des canaux de Sylvéréal, construction d'églises — contrats obtenus grâce aux rabais auxquels il a consenti, ce qui ne l'empêche pas de faire de substantiels bénéfices.
Il est deux fois consul de Nîmes, en 1682 et en 1695.
Il fait son testament le 26 février 1700.

## Famille
Jacques Cubizol épouse Suzanne Mazerte, qui lui donne cinq enfants, dont deux fils :
- Étienne Cubizol, architecte, marié à la fille cadette de Guillaume Boissières, procureur et consul de Nîmes, et de Marie Dagnac[4] ;
- Jacques Cubizol.

## Œuvres

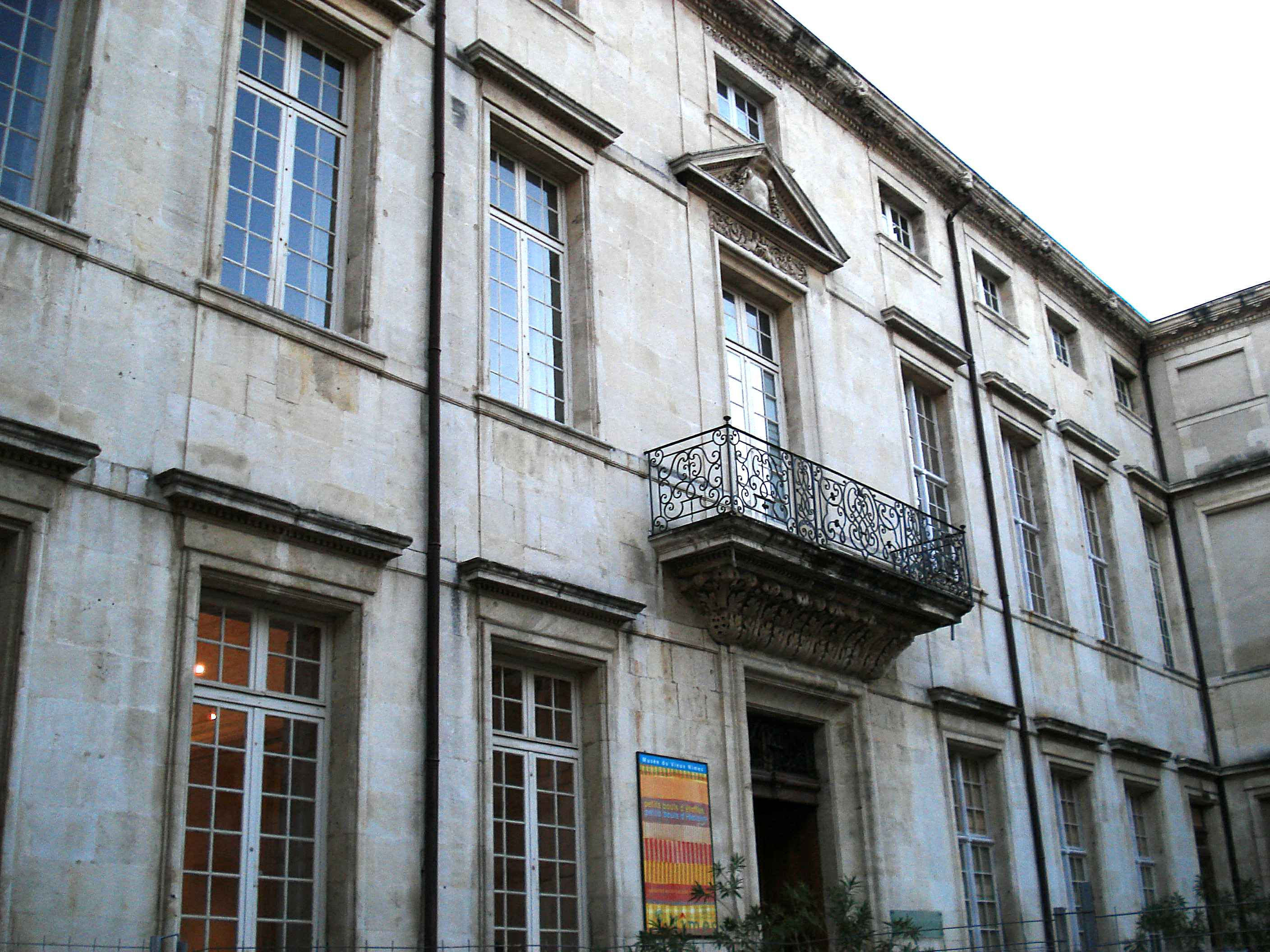
Ancien palais épiscopal de Nîmes

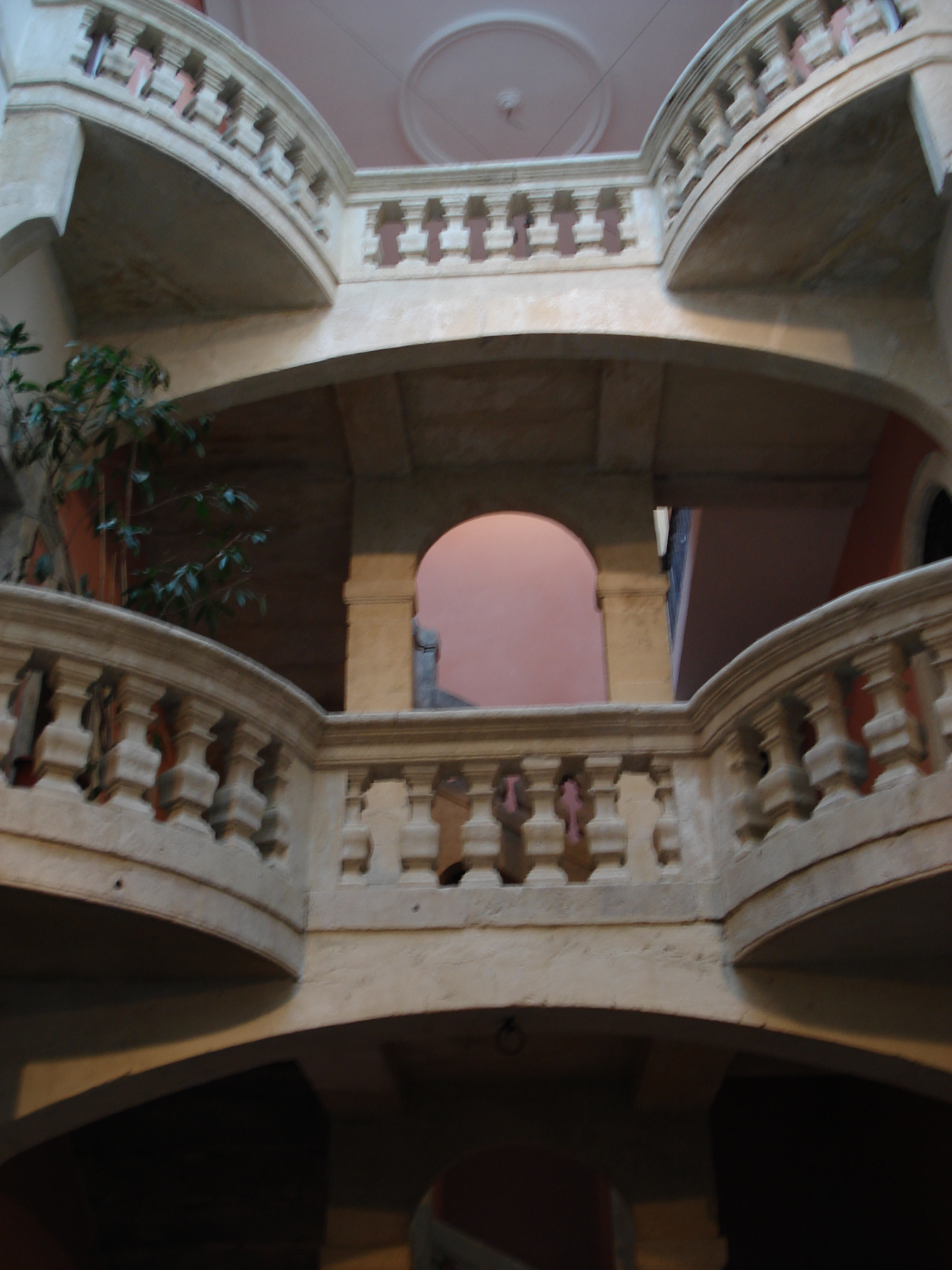
Escalier de l'hôtel de Fontfroide

- Construction de l’ancien Palais épiscopal de Nîmes entre 1681 et 1685. L'évêque Séguier confie la reconstruction du Palais épiscopal à l'ingénieur du roi, Ponce Alexis de La Feuille, sieur de Merville, inspecteur pour le roi des ouvrages du canal du Midi. Ce palais est construit par Jacques Cubizol, mais faute de moyens, il reste inachevé. Ce bâtiment est devenu le musée du Vieux Nîmes.
- Participation à la construction de la forteresse du Fort Vauban entre 1686 et 1688 en collaboration avec l'architecte du roi Jean Papot : Louis XIV décide la construction d'une citadelle pour contrôler la ville de Nîmes, craignant des mouvements de soulèvement des Protestants. Les plans du Fort Vauban n'ont pas été réalisés par Vauban, mais par un de ses émules, Jean-François Ferry, ingénieur du roi Louis XIV. Cette construction constitue aujourd'hui un des sites de l'université de Nîmes[5],[6].
- Participation à la construction de nombreux hôtels particuliers du centre de Nîmes, souvent en collaboration avec Gabriel Dardaillon, architecte diocésain. L'un de ces immeubles, aujourd'hui classé — l'Hôtel de Fontfroide, situé au no 14 rue de l'Aspic —, possède dans sa cour intérieure un magnifique escalier « à noyau éclaté », édifié sur quatre colonnes.
- Réalisation, vers 1684, des premiers travaux d'entretien de la Maison carrée, à la suite d'un contrat passé avec le prieur des Augustins de Nîmes[7],[8].
- Réalisation des plans de l'hôtel de ville de Beaucaire, modifiés par Ponce Alexis de La Feuille.
- Participation à la construction de l'aile sud du château de Marsillargues.
- Construction du château de Caveirac.